# Isabelle Falque-Pierrotin
Pour les articles homonymes, voir Falque.
Isabelle Falque-Pierrotin, née Boulin le 21 janvier 1960, est une haute fonctionnaire française. Conseillère d'État, elle est présidente de l'Autorité nationale des jeux depuis le 16 juin 2020.

## Biographie
Elle est diplômée de l'École des hautes études commerciales (HEC) en 1982, sort de l'École nationale d'administration (ENA) (Promotion Denis Diderot) en 1986 et de l'Institut Multi-médias en 1990.
Elle entre au Conseil d'État en 1986. Elle est directrice auprès de la présidence de Bull de 1991 à 1993. Elle est nommée directrice adjointe au cabinet de Jacques Toubon, ministre de la Culture et de la communication, de 1993 à 1995.
Elle est nommée experte auprès de l'OCDE de 1996 à 1997 en matière de développement de la coopération internationale sur l'Internet.
À partir de 1998, elle est rapporteur générale de la Section du rapport et des études du Conseil d'État. Elle coordonne le rapport du Conseil d'État publié en 1998 sur l'Internet et les réseaux numériques.
En décembre 2000, elle est chargée de mettre en place le Forum des droits sur l'internet, dont elle devient la déléguée générale et la présidente du Conseil d'orientation depuis mai 2001. Le 7 décembre 2010, l'Assemblée générale extraordinaire de l'association du Forum des droits sur l'internet annonce sa dissolution anticipée, l'État n'ayant pas renouvelé pour 2011 la subvention du FDI qui la faisait vivre à 80 %.[réf. nécessaire]
Elle était membre du Conseil supérieur de la propriété littéraire et artistique.

### CNIL
En février 2009, elle devient vice-présidente de la Commission nationale de l'informatique et des libertés (CNIL). La rémunération de la présidence de la CNIL est estimée à 160 891 € brute annuelle, soit 13 407 euros par mois,.
Le 21 septembre 2011, elle est élue comme présidente de la CNIL, en remplacement d'Alex Türk, appelé à démissionner en raison de l'application de la loi sur le cumul des mandats. Elle est réélue à la tête de la CNIL le 4 février 2014 pour un mandat de 5 ans, d'une courte tête : neuf voix contre huit pour son rival, Philippe Lemoine, favori de l'exécutif.
Durant son mandat de présidence, elle supervise l'entrée en vigueur du RGPD, le nouveau règlement européen sur la protection des données. Pour l'application du texte, elle déclare « La CNIL fera preuve de souplesse et de pragmatisme » et considère que le texte « est une vraie chance pour les entreprises ».
Fin 2018, des amendes significatives sont appliquées à Bouygues Télécom et Uber pour des failles de sécurité. De même, début 2019, une amende record de 50 millions d'euros est infligé à Google selon le motif de ne pas informer suffisamment clairement ses utilisateurs sur l'exploitation de leurs données personnelles.

### Autorité nationale des jeux
Isabelle Falque-Pierrotin a été chargée en octobre 2019 par le Premier ministre d’une mission de préfiguration de l’Autorité Nationale des Jeux (ANJ). Elle a été nommée Présidente de l’ANJ par décret du Président de la République pour un mandat de six ans à compter du 16 juin 2020.

### Fonctions parallèles
Le 27 février 2014, elle est élue présidente du G29, soit le Groupe de travail de l'Article 29 sur la protection des données, qui regroupe les autorités de protection des données de l'Union européenne.
Le 27 septembre 2017, elle est élue à Hong Kong présidente de la Conférence mondiale des autorités de protection de données (Conference of Data Protection and Privacy Commissioners).
En janvier 2019, elle devient l'une des cinq personnes « garantes » du grand débat national organisé pour répondre à la crise résultant du mouvement des Gilets jaunes. Elle est réintégrée dans ses fonctions et à son rang au Conseil d’État à compter du 2 février 2019 (arrêté du 1er février 2019)

### Vie privée
Elle est la fille de Philippe Boulin, X-Mines, ancien directeur général de Creusot-Loire, ainsi que l'épouse de l'homme d'affaires Thierry Falque-Pierrotin.

## Décorations
- Chevalière de l'ordre des Arts et des Lettres
- Chevalière de la Légion d'honneur. Elle est nommée chevalière par décret du 31 décembre 2006 pour récompenser ses 23 ans d'activités professionnelles[21].
- Officière de l'ordre national du Mérite. Elle est promue officière par décret du 15 mai 2015[22]. Elle était chevalière de l'ordre depuis le 20 juin 2003 par décret du 14 novembre 2002[23].
- 2020 International Privacy Champion Award décerné par Electronic Privacy Information Center[24]